# Pyralis farinalis
Pour l'autre espèce appelée « Pyrale de la farine », voir Ephestia kuehniella.
Espèce
Pyralis farinalis, la Pyrale de la farine, est une espèce de lépidoptères (papillons) de la famille des Pyralidae.

## Description
D'une envergure de 18 à 30 mm, l'adulte vole de mai à octobre en France ; lorsqu'il est posé, il recourbe l'extrémité de son abdomen vers le haut.

## Synonymes anciens
- Asopia domesticalis Zeller, 1847
- Phalaena (Pyralis) farinalis Linnaeus, 1758
- Pyralis fraterna Butler, 1879
- Pyralis manihotalis Matsumura, 1900
- Pyralis marianii Hartig, 1951
- Pyralis meridionalis Schmidt, 1934
- Pyralis orientalis Amsel, 1961
- Pyralis sardoplumbea Schawerda, 1936